# Чукмасов, Иван Иоакимович
Иван Иоакимович (Акимович) Чукмасов (1832—1866) — медальер, академик Императорской Академии художеств.

## Биография
Воспитывался в горнотехнической школе, состоявшей при Технологическом институте. Чукмасов обратил внимание своими успехами по медальерному искусству. Затем стал посещать классы медальерного искусства в Императорской Академии художеств, где занимался под руководством профессора Лялина. В 1853 году получил малую серебряную медаль за вылепление из воску композиции «Прометей», и в том же году получил большую серебряную медаль за группу «Милон Кротонский». Был удостоен малой золотой медали (1854), успешно выполнив заданную программу «Персей освобождает Андромеду». Поступил медальером на Санкт-Петербургский монетный двор и продолжал работать на конкурсы. Был удостоен большой золотой медали (1855) за «Жертвоприношение Авраама».
Представив эскиз «Превращение Дафны в лавр», получил звание «назначенного в академики» (1857).
Получил звание академика (1859).
В 1863 году представил проект медали на предстоящий праздник столетнего юбилея Академии художеств, но совет академии нашел рисунок медали не достаточно строгим в стиле, почему и предложил представить другой. В 1863 году Чукмасов просил о задании ему программы на соискание звания профессора, но на следующий год умер.
Основные произведения: «Персей освобождает Андромеду» (группа, 1855), «Жертвоприношение Авраама» (медальон, 1857); медали: на кончину К. П. Брюллова, на открытие памятника Николаю I в здании Петербургской биржи, на кончину цесаревича Николая Александровича, в память 25-летия со дня смерти А. С. Пушкина, рецензентам трудов на соискание наград графа Уварова.